# العلاقات البوتسوانية التنزانية
العلاقات البوتسوانية التنزانية هي العلاقات الثنائية التي تجمع بين بوتسوانا وتنزانيا.

## مقارنة بين البلدين
هذه مقارنة عامة ومرجعية للدولتين:
| وجه المقارنة                                              | بوتسوانا                       | تنزانيا                        |
| --------------------------------------------------------- | ------------------------------ | ------------------------------ |
| المساحة (كم2)                                             | 581.74 ألف                     | 947.30 ألف                     |
| عدد السكان (نسمة)                                         | 2.29 مليون                     | 57.31 مليون                    |
| الكثافة السكانية (ن./كم²)                                 | 3.94                           | 60.5                           |
| العاصمة                                                   | غابورون                        | دودوما                         |
| اللغة الرسمية                                             | لغة إنجليزية                   | اللغة السواحلية، لغة إنجليزية  |
| العملة                                                    | بولا بوتسواني                  | شيلينغ تانزاني                 |
| الناتج المحلي الإجمالي (بليون دولار)                      | 17.41 مليار                    | 52.09 مليار                    |
| الناتج المحلي الإجمالي (تعادل القوة الشرائية) بليون دولار | 35.84 مليار                    | 138.73 مليار                   |
| الناتج المحلي الإجمالي الاسمي للفرد دولار أمريكي          | 6.36 ألف                       | 878                            |
| الناتج المحلي الإجمالي للفرد دولار أمريكي                 | 16.10 ألف                      | 2.54 ألف                       |
| مؤشر التنمية البشرية                                      | 0.698                          | 0.521                          |
| رمز المكالمات الدولي                                      | +267                           | +255                           |
| رمز الإنترنت                                              | .bw                            | .tz                            |
| المنطقة الزمنية                                           | ت ع م+02:00، توقيت وسط إفريقيا | ت ع م+03:00، توقيت شرق أفريقيا |

## منظمات دولية مشتركة
يشترك البلدان في عضوية مجموعة من المنظمات الدولية، منها:
| علم المنظمة | اسم المنظمة                                 | تاريخ انضمام بوتسوانا | تاريخ انضمام تنزانيا |
| ----------- | ------------------------------------------- | --------------------- | -------------------- |
|             | وكالة ضمان الاستثمار متعدد الأطراف          | 15 مايو 1990          | 19 يونيو 1992        |
|             | الأمم المتحدة                               | 17 أكتوبر 1966        | 14 ديسمبر 1961       |
|             | دول الكومنولث                               | ?                     | 9 ديسمبر 1961        |
|             | منظمة حظر الأسلحة الكيميائية                | ?                     | ?                    |
|             | منظمة التجارة العالمية                      | ?                     | 1995                 |
|             | منظمة الشرطة الجنائية الدولية               | ?                     | ?                    |
|             | الاتحاد الأفريقي                            | 31 أكتوبر 1966        | 16 يناير 1964        |
|             | البنك الإفريقي للتنمية                      | ?                     | ?                    |
|             | مؤسسة التنمية الدولية                       | 24 يوليو 1968         | 6 نوفمبر 1962        |
|             | يونسكو                                      | 16 يناير 1980         | 6 مارس 1962          |
|             | مجموعة دول أفريقيا والكاريبي والمحيط الهادئ | ?                     | ?                    |
|             | مجموعة التنمية لأفريقيا الجنوبية            | ?                     | ?                    |
|             | الاتحاد البريدي العالمي                     | ?                     | ?                    |
|             | البنك الدولي للإنشاء والتعمير               | 24 يوليو 1968         | 10 سبتمبر 1962       |
|             | الاتحاد الدولي للاتصالات                    | 2 أبريل 1968          | 31 أكتوبر 1962       |
|             | مؤسسة التمويل الدولية                       | 23 مارس 1979          | 10 سبتمبر 1962       |
|             | المركز الدولي لتسوية المنازعات الاستشارية   | 14 فبراير 1970        | 17 يونيو 1992        |

## وصلات خارجية
- موقع وزارة الخارجية البوتسوانية
- موقع وزارة الخارجية التنزانية